# Oskar Fyhrvall
Karl Oskar Fyhrvall, född 1 december 1846 i Kumla socken, Östergötlands län, död 27 september 1915 i Gävle, var en svensk historiker och läroverkslektor. 
Fyhrvall blev student vid Uppsala universitet 1867, filosofie kandidat 1872, filosofie licentiat 1878 och filosofie doktor 1880. Han blev lektor i historia och filosofi vid högre allmänna läroverket i Gävle 1882 och var även studierektor vid högre flickskolan där. Han var ledamot av Gävleborgs läns landsting 1888–1893.